# Шифра Деспот
Шифра Деспот је хумористичка ТВ серија која се приказивала од фебруара 2018 до јула 2019 на програму РТВ Пинк.
Ово је први играни пројекат у сарадњи продукције Contrast Studios и РТВ Пинк.

## Радња
Шифра Деспот је елегична социјална комедија нарави и менталитета, смештена у амбијент метрополе, али подједнако и у аутентична српска предграђа, варошице, градове, села, засеоке. Не напуштајући ни једног тренутка животне вратоломије главног јунака серије, помало неспретног и таличног, али веома талентованог компјутерског програмера Деспота Деспотовића, од оца Животе, пензионисаног потпуковника и мајке Руменке, кондуктерке у инвалидској пензији, серија ће у тематском, визуелном и социјалном смислу одсликати време у ком живимо.
Настојање главног лика да преживи и да обезбеди сопствену егзистенцију као једини запослени у својој софтверској 
кући "Despot & Co", у свакој од 70 епизода водиће њега и гледаоце серије на најразличитије локације и социјалне средине - на фарму ћурака, у фитнес центар, болнице, фабрике, адвокатске канцеларије, у невладине организације, политичке партије, старачке домове, спортске клубове, кладионице, банке, школе плеса, модне салоне...

## Улоге
| Глумац:                      | Улога:                  |
| ---------------------------- | ----------------------- |
| Ђорђе Марковић               | Деспот Деспотовић       |
| Радослав Миленковић          | Живота Деспотовић       |
| Бранка Шелић                 | Руменка Деспотовић      |
| Љиљана Стјепановић           | Бака Савка              |
| Тамара Крцуновић             | Милена                  |
| Олга Одановић                | Стрина Агбабица         |
| Радош Бајић                  | Јово Агбаба             |
| Александар Филимоновић       | Џони                    |
| Михајло Јанкетић             | Јанко Миљуш             |
| Лидија Вукићевић             | Слађа цвећарка          |
| Бранислав Лечић              | Начелник Лазар          |
| Александар Срећковић         | Пека Пљевљак            |
| Катарина Гојковић            | Начелница               |
| Дубравко Јовановић           | Сима Солуција           |
| Маријана Мићић               | Жана                    |
| Никола Штрбац                | Аутистични радник       |
| Софија Рајовић               | Сузан                   |
| Ива Штрљић                   | Марша                   |
| Ненад Хераковић              | Плави                   |
| Микица Петронијевић          | Ћора Комина             |
| Борис Миливојевић            | Ћира                    |
| Недељко Бајић                | Стефан Жакула           |
| Душан Премовић               | Мајор Радак             |
| Јелена Мила                  | Банкарска службеница    |
| Иван Ђорђевић                | Тужилац Трифунац        |
| Даница Максимовић            | Мирела                  |
| Тихомир Арсић                | Роксандић               |
| Стојан Ђорђевић              | Иследник                |
| Лепомир Ивковић              | Адвокат Гутеша          |
| Иван Зарић                   | син Андреј Гутеша       |
| Дара Џокић                   | Благица                 |
| Предраг Ејдус                | пензионер Синиша        |
| Никола Џамић                 | Члан Ђурађ              |
| Михаела Стаменковић          | Маргита                 |
| Миња Стевовић                | Ивка                    |
| Бранко Видаковић             | Жика Аро                |
| Мирјана Ђурђевић             | Горица                  |
| Кристина Јевтовић            | Полицајка               |
| Предраг Бјелац               | Ранђел                  |
| Игор Филиповић               | Владимир Миљуш          |
| Андреја Маричић              | Седи                    |
| Јаков Јевтовић               | Богољуб                 |
| Дејан Тончић                 | Желимир Краљ            |
| Немања Живковић              | Пекин партнер           |
| Александар Филимоновић       |                         |
| Саша Пилиповић               |                         |
| Марко Гверо                  | Инспектор Чукић         |
| Влада Алексић                | Алојз Шот               |
| Радоје Чупић                 | Добрић                  |
| Владан Живковић              | Деда                    |
| Даница Максимовић            | Мирела                  |
| Фуад Табучић                 | Тип                     |
| Оливера Викторовић           | Нада                    |
| Тијана Вучетић               | Јасмина                 |
| Стефан Вукић                 | Младић из буса          |
| Бранислав Зеремски           | Миљан                   |
| Стеван Пиале                 | Ненад                   |
| Слободан Тешић               | Начелник пореске управе |
| Биљана Константиновић        | Спремачица              |
| Јована Јелић                 | адвокат                 |
| Милош Божић                  | Ошишани                 |
| Никола Шурбановић            | Рокер                   |
| Зинаида Дедакин              |                         |
| Милија Вуковић               |                         |
| Милан Калинић                |                         |
| Исидора Минић                |                         |
| Хелена Петровић              |                         |
| Нада Мацанковић              |                         |
| Милан Чучиловић              | Жабар                   |
| Љиљана Даниловић Цинцар      | Слађина мајка           |
| Саша Кузмановић              | Комунални полицајац     |
| Мирјана Штетић               | Водитељка               |
| Ерол Кадић                   | Ханс                    |
| Бранислав Томашевић          | Полицајац               |
| Бојан Лојковић               | Медицински брат Жаре    |
| Владимир Максимовић          | Блентави младић         |
| Александар Марковић          | Члан Мршави             |
| Лука Пиљагић                 | Мајстор са повезом      |
| Мирко Пантелић               | Старији радник          |
| Милош Ристановић             | Млађи радник            |
| Миљана Поповић               | НВО девојка             |
| Александар Баошић            | Обезбеђење              |
| Иван Тодоровић               | НВО девојка             |
| Драгица Ранковић             | Кафе куварица           |
| Тијана Вучетић               | Јасмина                 |
| Нада Секулић                 | Јасминина мајка         |
| Александар Милојевић         | Јасминин отац           |
| Игор Филиповић               | Владимир Миљуш          |
| Љубица Шћепановић            | Спремачица              |
| Владимир Цвејић              | Срђа портир             |
| Љиљана Филимоновић           | Тетка                   |
| Стефан Остојић               | Црни                    |
| Миливој Борља                | Стив                    |
| Никола Симић                 | Радник 1                |
| Милоица Шекуларац            | Радник 2                |
| Немања Симић                 | Полицајац 1             |
| Дејан Цицмиловић             | Полицајац 2             |
| Немања Живковић              | Партнер Пеке Пљевљака   |
| Сања Петров                  | Организаторка           |
| Тамара Радовановић           | Водитељка               |
| Зорана Стефанов              | Естрадна звезда         |
| Џангар Лиџијев Александрович | Амбасадор               |
| Горан Поповић                | Горила 1                |
| Зоран Нанушевски             | Горила 2                |
| Урош Марковић                | Клошар                  |
| Бојан Хлишћ                  | Полицајац               |
| Александар Стојановић        | Полицајац               |
| Ивана Терзић                 | Рецепционарка           |
| Миодраг Ристић               | Таксиста                |
| Светлана Бојковић            | Мајка Смиља             |
| Ненад Окановић               | Мунир                   |

## Епизоде
| Сезона | Сезона | Епизоде | Епизоде | Оригинално емитовање | Оригинално емитовање |
| Сезона | Сезона | Епизоде | Епизоде | Премијера            | Финале               |
| ------ | ------ | ------- | ------- | -------------------- | -------------------- |
|        | 1.     | 45      | 45      | 16. фебруар 2018.    | 20. јануар 2019.     |
|        | 2.     | 25      | 25      | 27. јануар 2019.     | 18. август 2019.     |